# توني غيلبرت
توني غيلبرت (بالإنجليزية: Tony Gilbert)‏ هو لاعب كرة قدم أمريكية أمريكي، ولد في 16 أكتوبر 1979 في ماكون في الولايات المتحدة.

## وصلات خارجية
- توني غيلبرت على موقع مرجع كرة القدم المحترفة.كوم (الإنجليزية)